# Léopold Fagnart
Léopold Emile Alexandre Joseph Fagnart (Pry-lez-Walcourt, 28 juni 1849 - Charleroi, 29 november 1899) was een Belgisch volksvertegenwoordiger.

## Levensloop
Fagnart was een zoon van landbouwer Dieudonné Fagnart en van Florentine Piron. Hij trouwde met Louise Hénin.
Hij promoveerde tot doctor in de rechten aan de ULB en was advocaat aan de balie van Charleroi van 1876 tot aan zijn dood. Hij werd lid van de tuchtraad van zijn balie.
Hij was provincieraadslid voor Henegouwen van 1882 tot 1890 en gemeenteraadslid van Charleroi van 1895 tot aan zijn dood.
In 1890 werd hij verkozen tot liberaal volksvertegenwoordiger voor het arrondissement Charleroi, tot 1892. Hij was opnieuw volksvertegenwoordiger van 1894 tot aan zijn dood. Vanaf 1894 was hij aangesloten bij de Belgische Werkliedenpartij.
Hij was lid van de Société de la Libre Prensée en was lid en achtbare meester van de vrijmetselaarsloge La Charité in Charleroi.